# Júlia Hunyady de Kéthely
Júlia Hunyady de Kéthely (Viena, 26 de agosto de 1831 –  Viena, 19 de fevereiro de 1919) foi a esposa de Miguel III e Princesa Consorte da Sérvia de 1860 até o assasinato do marido em 1868. Viúva, casou-se em segundas núpcias com o Duque Carlos de Aremberga.

## Início de vida
Nascida em 26 de agosto de 1831 em Viena, Império Austríaco, a condessa Júlia Hunyady de Kéthely era filha do conde Ferenc Hunyady de Kéthely e da condessa  Júlia Zichy de Zich et Vásonkeő.

## Casamento

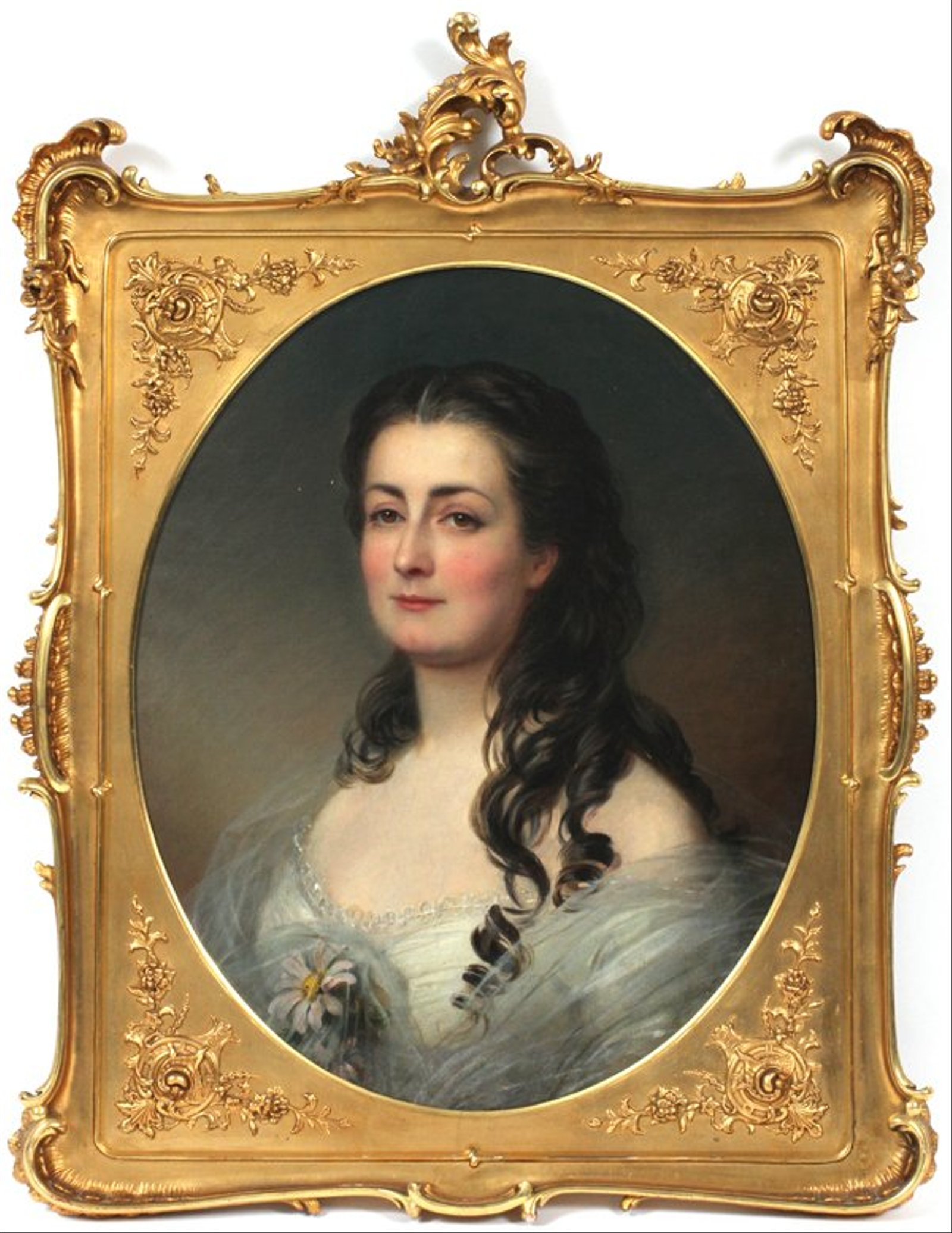
Retrato da Condessa Júlia Hunyady de Kéthely, atribuído a Frederico de Amerling (c. 1850).

Na juventude, Júlia Hunyady era considerada uma mulher de extraordinária beleza, por quem o príncipe Mihailo se apaixonou profundamente. Casou-se a 1 de agosto de 1853 (20 de julho no calendário juliano), na Capela Russa em Viena, com o príncipe Miguel Obrenović, que então vivia naquela cidade como antigo príncipe sérvio exilado. O jornal vienense Die Presse relatou o casamento num artigo, mencionando que a cerimónia teve lugar às 11 horas. Indicava-se que o príncipe Miguel envergava um traje tradicional sérvio e uma espada adornada com diamantes, avaliada em 80.000 florins, enquanto a princesa usava uma tiara de diamantes.
Até à Assembleia de São André e ao regresso da dinastia Obrenović ao trono da Sérvia, em 1858, o príncipe Miguel e Júlia residiram no Império Austro-Húngaro. Possuíam uma propriedade chamada "Ivanka", situada junto ao Danúbio, que o príncipe Miguel adquiriu da princesa Leopoldina Grassalkovich de Gyarak, nascida condessa Esterházy-Edelstetten-Forchtenstein (1776–1864). Na realidade, o comprador foi o príncipe Miloš Obrenović, que despendeu 230.000 florins em prata, acrescidos de 5.000 florins pelos custos de transferência e mais 10.000 florins para a mobília e o equipamento da propriedade. Ali viveram até ao seu regresso à Sérvia. Júlia mandou construir, nas imediações da residência, uma escola destinada a meninas órfãs.

## Princesa da Sérvia

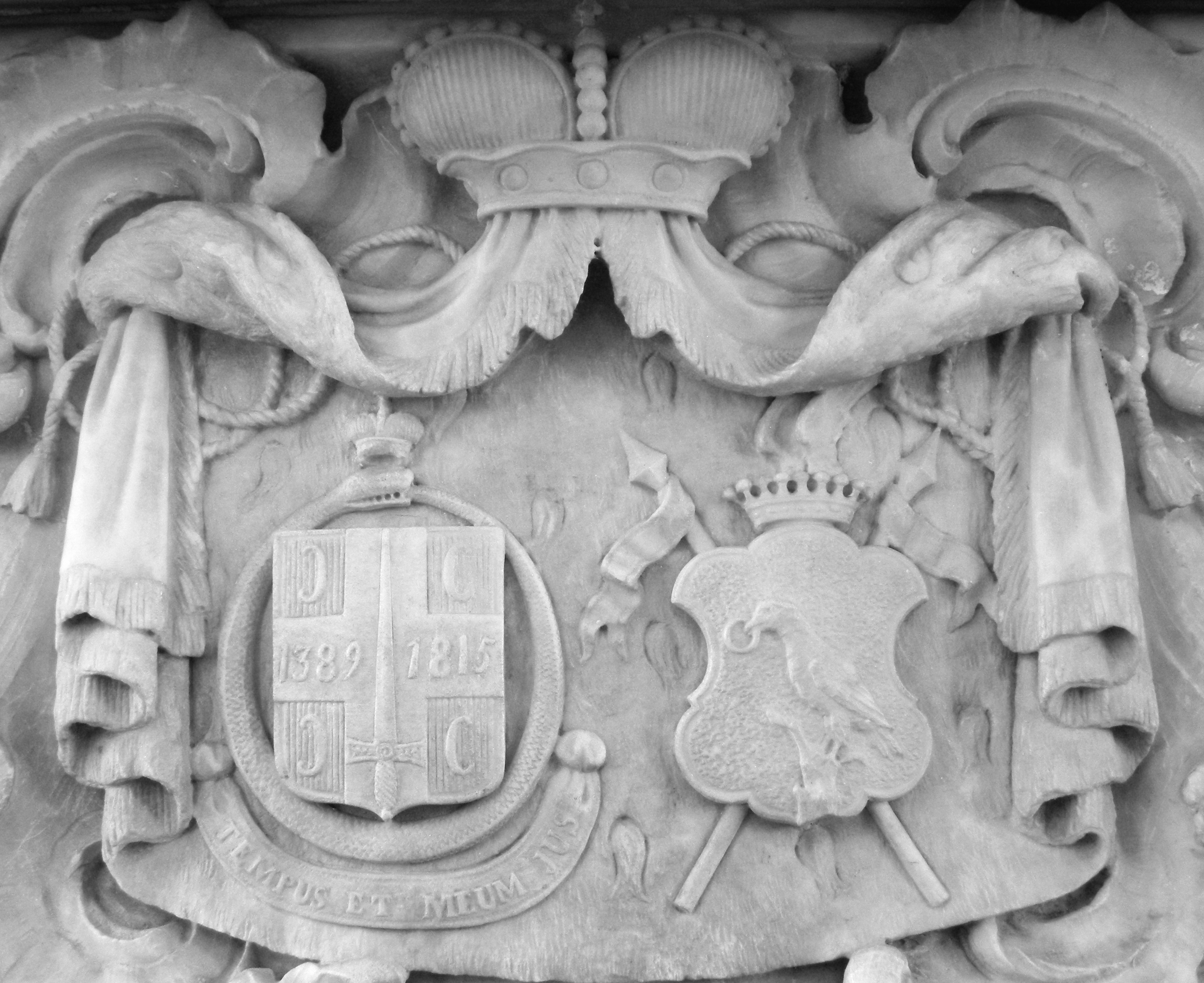
Brasão de Júlia como Princesa da Sérvia, com os escudos das
famílias de Obrenović e Hunyady de Kéthely.

Após a morte do príncipe Miloš, em 1860, o príncipe Miguel tornou-se, pela segunda vez, príncipe reinante da Sérvia, e Júlia passou a ser princesa consorte da Sérvia. Participou ativamente na vida pública ao lado do príncipe, organizando bailes, serões de beneficência e rifas no palácio. Para além dessas atividades, cuidava também de Velimir, filho ilegítimo de Miguel.
Júlia aprendeu a língua sérvia com o auxílio de Đura Daničić e através do convívio com o seu sogro, o príncipe Miloš, que não conhecia línguas estrangeiras e que, numa carta, a aconselhou a iniciar o estudo do sérvio. Đura Daničić foi convidado pelo príncipe Miguel, em julho de 1853, a deslocar-se a Viena, onde permaneceu durante três anos, dedicando-se ao ensino da princesa. Mais tarde, já na Sérvia, Júlia comunicava-se fluentemente em sérvio e chegou mesmo a dançar o tradicional kolo sérvio. Sobre a forma como Miguel via a sua esposa, Ilija Garašanin afirmou: "Ele, por sua parte, está muito satisfeito. Dizem que a donzela nem é assim tão bela, mas é uma jovem educada e instruída." Por outro lado, ela não era popular entre os sérvios, pois eles desconfiavam de sua fé católica e de sua origem húngara.

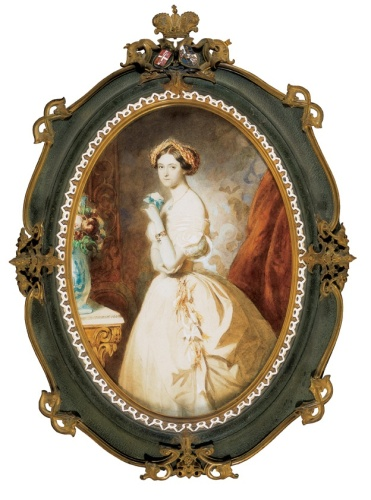
Retrato de Júlia, quando Princesa da Sérvia, 1855.

O príncipe Miguel não foi um marido fiel e tinha amantes, incluindo Maria Berghaus e Katarina Konstantinović. Esta última, jovem vivaz e atraente, filha de uma prima direita de Miguel, a princesa Anka Obrenović, chegou mesmo a alimentar esperanças de vir a tornar-se esposa do príncipe, devido à incapacidade de Júlia em lhe dar descendência. O próprio Miguel considerava a possibilidade de divórcio, apesar da indignação pública que tal decisão inevitavelmente provocaria. Em 1867, o estimado primeiro-ministro Ilija Garašanin foi demitido do cargo por ter manifestado oposição ao divórcio de Miguel e ao seu eventual casamento com Katarina. Katarina nutria um declarado desprezo pela princesa Júlia e tornava-lhe a vida insuportável, exibindo abertamente o seu relacionamento com o príncipe. Júlia respondeu iniciando uma relação amorosa com o duque Carlos de Aremberga, seu primeiro amor, com quem manteve contacto secreto durante todo o casamento com Miguel. O duque Carlos era filho mais novo de Próspero Luís, 7.º duque de Aremberga, primo em segundo grau da imperatriz Sissi da Áustria, e de Stéphanie Tascher de La Pagerie, sobrinha de Josefina de Beauharnais, imperatriz dos Franceses.
No jornal de Belgrado Vidov-dan, de 1862, foi publicado em folhetim o romance do escritor holandês Hendrik Conscience. A princesa Júlia traduziu a sua obra do alemão para o sérvio, sob o título A Rosa Cega.
Durante o ano de 1863, Júlia, em conjunto com Filip Hristić, exerceu atividades de representação em Londres em defesa dos interesses da Sérvia.

## Últimos anos
Após o assassinato do príncipe Miguel em 1868, a princesa Júlia contraiu novo matrimónio a 16 de janeiro de 1876, casando-se com o duque Carlos de Aremberga. Com este casamento, Júlia tornou-se duquesa de Aremberga e princesa de Recklinghausen. Tal como no seu primeiro casamento, também desta união não resultaram filhos.
Júlia morreu em Viena no ano de 1919. Foi sepultada no Cemitério Central a 22 de fevereiro do mesmo ano. As suas cinzas repousam na secção destinada a urnas, situada na segunda entrada, com a assinatura KNLH 13.

## Galeria

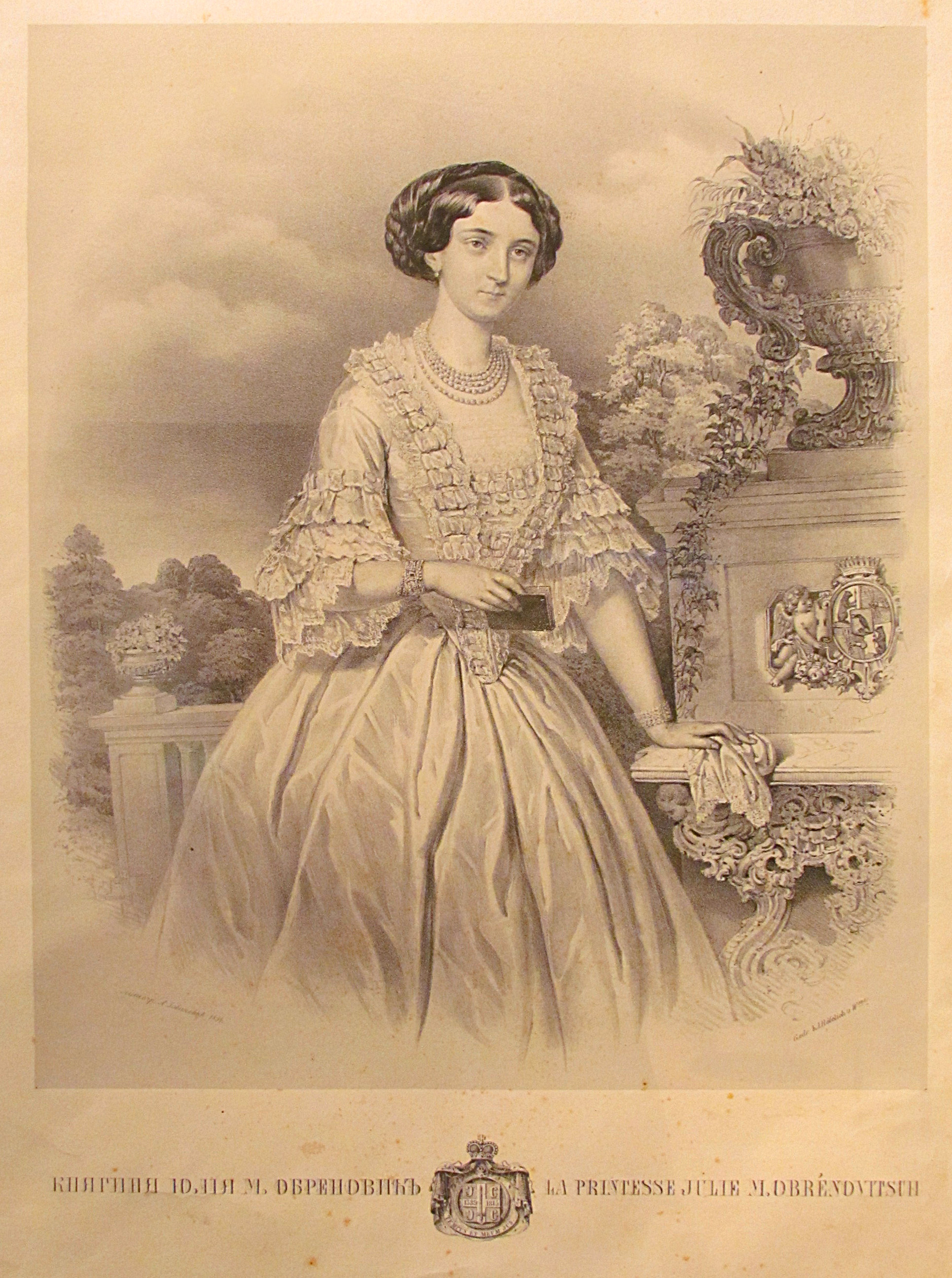
Litografia de da Princesa Júlia, por Anastas Jovanović (1854). No Museu Histórico da Sérvia
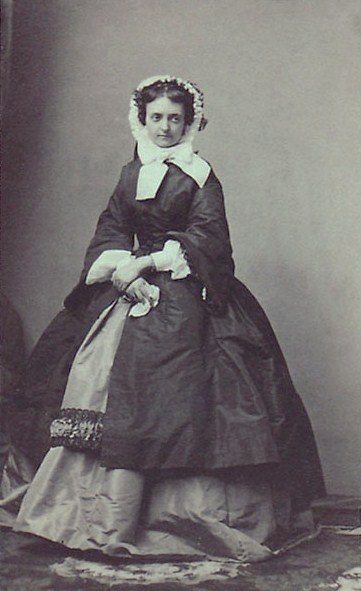
Fotografia da Princesa Júlia na década de 1860
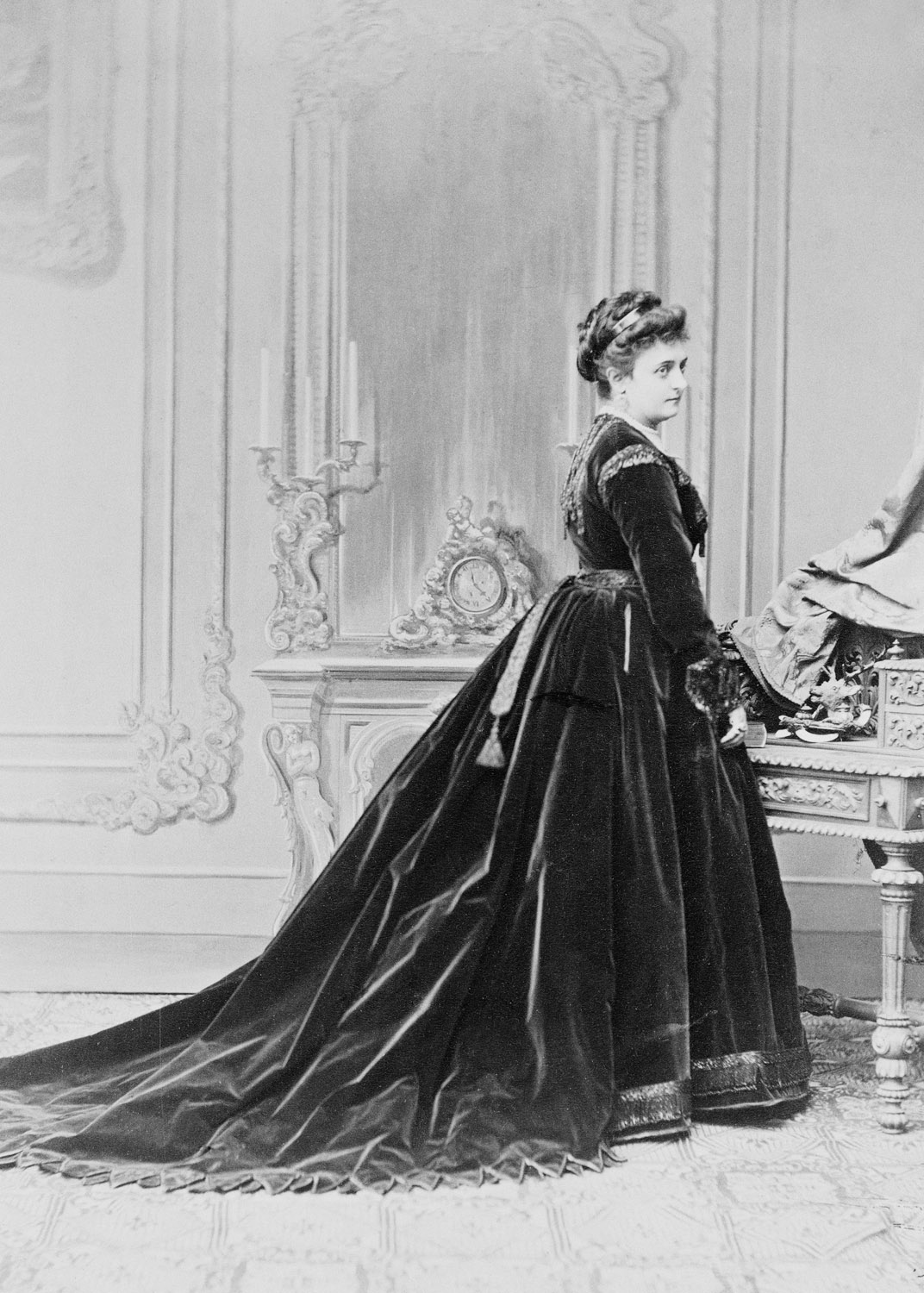
Fotografia da Princesa Júlia, (c. 1866-1870)